# Ničiren šóšú
Ničiren šóšú (japonsky: 日蓮正宗) je buddhistická škola založená na učení japonského mnicha Ničirena (1222–1282). Stoupenci tohoto směru považují Ničirenova žáka Nikkóa za jediného skutečného nástupce v učení, jak ho prezentoval Ničiren.
Proud vznikl ve 20. století uvnitř školy Ničiren šú, která byla do té doby jedinou Ničirenovou školou. Ničiren šóšú se později úplně oddělila a získala příznivce po celém světě, zejména pak v Japonsku a Indonésii.